# Suspicion
Suspicion (en España, Sospecha; en Argentina y en México, La sospecha) es una película estadounidense de thriller psicológico romántico de 1941, dirigida por Alfred Hitchcock, con Cary Grant y Joan Fontaine en los papeles principales. También cuenta con Cedric Hardwicke, Nigel Bruce, Dame May Whitty, Isabel Jeans, Heather Angel y Leo G. Carroll. Está basada en la novela de 1932 Before the Fact, de Anthony Berkeley Cox, que empleó el seudónimo «Francis Iles».
El guion fue escrito por Alma Reville, cónyuge de Hitchcock, Joan Harrison y Samson Raphaelson, quien más de una vez declaró que este era el mejor guion en el que había intervenido nunca, lo cual no deja de ser llamativo si se considera su filmografía como guionista, en la que figuran obras tan destacadas como Remordimiento (Broken Lullaby, 1932), Un ladrón en la alcoba (Trouble in Paradise, 1932) o El diablo dijo no (Heaven Can Wait, 1943), todas estas dirigidas por Ernst Lubitsch. La película, además, es la primera de Hitchcock que cuenta con Cary Grant como protagonista; volverían a colaborar en multitud de otras películas. En la película, una tímida solterona se escapa con un encantador playboy, que resulta ser pobre, jugador y deshonesto en extremo. Llega a sospechar que es también un asesino y que está intentando matarla.
Por su papel de Lina, Joan Fontaine ganó el Premio de la Academia a la mejor actriz en 1941. Esta es la única interpretación ganadora del Oscar en una película de Hitchcock.

## Argumento
En 1938, el guapo e irresponsable playboy Johnnie Aysgarth (Cary Grant) conoce a la discreta y apocada Lina McLaidlaw (Joan Fontaine) en un tren en Inglaterra y la seduce para que se fugue con él para casarse a pesar de la fuerte desaprobación de su rico padre, el general McLaidlaw (Cedric Hardwicke). Después de una lujosa luna de miel, al regresar a una casa extravagante, Lina descubre que Johnnie no tiene trabajo ni ingresos, vive habitualmente con dinero prestado y tenía la intención de aprovecharse financieramente de su padre. Ella lo convence de conseguir un empleo y él se pone a trabajar para su primo, el agente inmobiliario el capitán Melbeck (Leo G. Carroll).

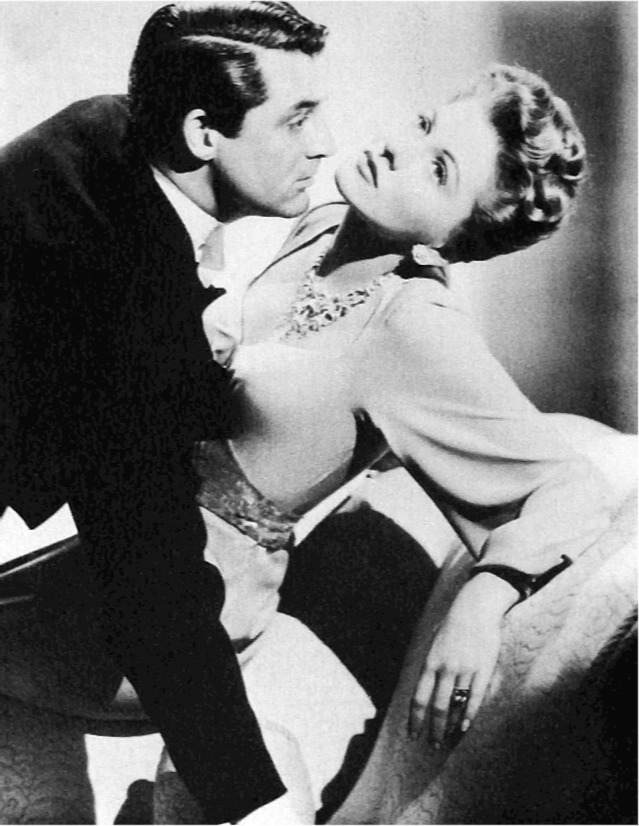
Los protagonistas de la película, Cary Grant y Joan Fontaine.

Poco a poco, Lina se entera de que Johnnie ha seguido apostando salvajemente, a pesar de haber prometido dejar de hacerlo, y de que, para pagar una deuda de juego, ha vendido dos sillas antiguas (reliquias familiares) que su padre le había regalado como regalo de bodas. Beaky (Nigel Bruce), el bondadoso pero ingenuo amigo de Johnnie, intenta tranquilizar a Lina diciéndole que su marido es muy divertido y un mentiroso muy entretenido. En repetidas ocasiones descubre a Johnnie en mentiras cada vez más importantes, y de casualidad descubre que había sido despedido semanas antes por malversación por Melbeck, quien le dice que no lo denunciará si se devuelve el dinero.
Lina le escribe una carta a Johnnie anunciándole que lo deja, pero luego la rompe. Después de esto, Johnnie entra a la habitación y le muestra un telegrama que anuncia la muerte de su padre por un infarto. Johnnie está muy decepcionado al descubrir que Lina no ha heredado dinero, sólo el retrato de su padre. Convence a Beaky para que financie un plan de desarrollo inmobiliario en la costa. Lina teme que esto sea un truco de confianza o algo peor, y trata inútilmente de convencer a Beaky de que no lo haga. Johnnie escucha y advierte airadamente a su esposa que no se meta en sus asuntos, pero luego cancela todo.
Cuando Beaky se va a París, Johnnie lo acompaña a la mitad. Más tarde, llega a Lina la noticia de que Beaky murió en París. Johnnie le miente a ella y a un inspector de policía investigador, diciendo que él se había quedado en Londres. Éste y otros detalles llevan a Lina a sospechar que Johnnie es el responsable de la muerte de Beaky.
Lina comienza a temer que su esposo esté conspirando para matarla por su seguro de vida, al enterarse de que ha estado preguntando a su amiga Isobel Sedbusk (Auriol Lee), una reconocida escritora de novelas de misterio, sobre venenos imposibles de rastrear. Johnnie le trae a Lina un vaso de leche antes de acostarse, pero ella tiene demasiado miedo para beberlo. Como necesita alejarse por un tiempo, dice que se quedará con su madre durante unos días. Johnnie insiste en llevarla allí. Corre imprudentemente en un poderoso convertible por una carretera peligrosa junto a un acantilado. La puerta de Lina se abre inesperadamente. Johnnie se acerca, su intención no está clara para la aterrorizada mujer. Cuando ella se aleja de él, detiene el coche.
En la confrontación posterior, Johnnie afirma que en realidad tenía la intención de suicidarse después de llevar a Lina a casa de su madre. Pero en este momento afirma que ha decidido que el suicidio es la salida del cobarde, y está resuelto a afrontar sus responsabilidades, incluso hasta el punto de ir a la cárcel por la malversación de fondos. Revela que estaba en Liverpool en el momento de la muerte de Beaky, tratando de pedir prestada la póliza de seguro de vida de Lina para pagarle a Melbeck. Disipadas sus sospechas, Lina le pide que regrese a casa y lo vean todo juntos. Johnnie inicialmente se niega, pero finalmente dan media vuelta y se alejan juntos.

## Reparto
- Cary Grant: Johnnie Aysgarth.

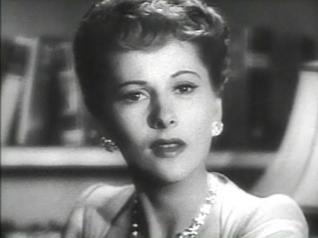
Lina (Joan Fontaine), en el reclamo de la película

- Joan Fontaine: Lina McLaidlaw Aysgarth.
- Cedric Hardwicke: General McLaidlaw.
- Nigel Bruce: Gordon Cochrane Thwaite ('Beaky').
- May Whitty: la señora Martha McLaidlaw.
- Isabel Jeans: la señora Newsham.
- Heather Angel: Ethel, la criada.
- Auriol Lee: Isobel Sedbusk, escritora de novelas de misterio, amiga de Lina.
- Reginald Sheffield: Reggie Wetherby.
- Leo G. Carroll: el capitán George Melbeck.

El característico cameo de Alfred Hitchcock ocurre en el minuto 47, como una persona que deja una carta en un buzón de correo.

## Producción

### Desarrollo
Suspicion ilustra cómo la trama de una novela puede modificarse tanto en la transición al cine como para invertir la intención original del autor. Como dice William L. De Andrea en su Enciclopedia Mysteriosa (1994) que Suspicion:

Se suponía que era el estudio de un asesinato visto a través de los ojos de la eventual víctima. Sin embargo, como Cary Grant iba a ser el asesino y Joan Fontaine la persona asesinada, el estudio - RKO - decretó un final diferente, que Hitchcock proporcionó y luego pasó el resto de su vida quejándose.

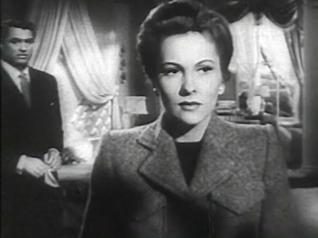
Johnnie y Lina en la película.

Se dice que Hitchcock se vio obligado a modificar el final de la película. Él quería un final similar al desenlace de la novela, pero el estudio, más preocupado por la imagen «de héroe» de Cary Grant, insistió en que se cambiara. En su biografía de Hitchcock El lado oscuro del genio, Donald Spoto cuestiona la afirmación de Hitchcock de haber sido desautorizado respecto al final de la película. Spoto afirma que el primer borrador de la RKO y los memorandos entre Hitchcock y el estudio muestran que Hitchcock deseaba insistentemente hacer una película sobre la vida de fantasías de una mujer.
Como en la novela, el general McLaidlaw se opone al matrimonio de su hija con Johnnie Aysgarth. En ambas versiones, Johnnie admite abiertamente que no le importaría la muerte del general porque espera que Lina herede una cuantiosa fortuna, que resolvería sus problemas financieros. El libro, sin embargo, es mucho más oscuro, con Johnnie incitando al general a hacer grandes esfuerzos físicos hasta el punto en que se derrumba y muere. En la película, solo se informa sobre la muerte del general McLaidlaw y Johnnie no interviene en absoluto. Una vez más, los antecedentes penales de Johnnie siguen estando incompletos.
Varias escenas de la película crean suspense y siembran dudas sobre las intenciones de Johnnie: la muerte de Beaky en París se debe a una alergia al brandy, que Johnnie conocía. Un camarero que apenas habla inglés cuenta a la policía que Beaky se dirigió a su compañero esa noche como «Old Bean», de la misma manera que Beaky se dirigía a Johnnie. En el último tramo de la película, Johnnie conduce a su esposa a una velocidad vertiginosa hacia la casa de su madre. Esta escena, que tiene lugar después de su última enfermedad, no está en el libro.
La mayor diferencia es el final. En la novela de Iles, Johnnie le sirve a su esposa enferma una bebida que ella sabe que está envenenada y ella se la toma voluntariamente. En la película, la bebida puede estar envenenada o no y puede verse intacta a la mañana siguiente. Se consideró otro final, pero no se utilizó, en el que Lina le escribe una carta a su madre en la que le dice que teme que Johnnie la envenene, momento en el que entra con la leche. Termina la carta, sella un sobre, le pide a Johnnie que la envíe por correo y se bebe la leche. La toma final lo habría mostrado saliendo de la casa y depositando en un buzón la carta que lo incrimina. El recuerdo de Hitchcock de este final original, en su entrevista en el libro con François Truffaut, publicada como Hitchcock / Truffaut en 1967, es que la carta de Lina le dice a su madre que sabe que Johnnie la está matando, pero que lo ama demasiado como para preocuparse:

No me gusta el final de la película, pues tenía otro, distinto al de la novela; cuando al final del film Cary Grant lleva el vaso de leche envenenado, Joan Fontaine estaría escribiendo una carta a su madre: "Querida mamá, estoy desesperadamente enamorada de él, pero no quiero vivir. Va a asesinarme y prefiero morir. Pero creo que la sociedad debería estar protegida contra él." Entonces, Cary Grant le da el vaso de leche y ella dice: "Querido, ¿quieres enviar esta carta a mamá, si no te molesta?" Él dice: "Sí." Ella bebe el vaso de leche y muere. Fundido, encadenado, una escena corta: Cary Grant llega silbando, abre un buzón y echa la carta dentro.
Hitchcock.

Se introduce un leitmotiv musical en Sospecha. Siempre que Lina está feliz con Johnny, comenzando con un baile organizado por el general McLaidlaw, el vals de Johann Strauss Sangre vienesa se toca en su versión original y alegre. En un momento dado, cuando sospecha de su marido, se emplea una versión amenazadora y en clave menor del vals, que se transforma en una versión completa y feliz después de que se ha eliminado el suspense. En otro, Johnny está silbando el vals. En otro, mientras Johnny está sirviendo el vaso de leche, se reproduce una versión triste de Sangre vienesa. Al colocar una pequeña bombilla en la leche, los realizadores hicieron que el contenido pareciera resplandecer cuando Johnnie lleva el vaso al piso de arriba, lo que aumenta aún más el temor de la audiencia de que esté envenenado.
Se inserta una amenaza visual cuando Lina sospecha que su esposo se prepara para matar a Beaky: la noche anterior, en la casa de los Aysgarth, juegan a los anagramas y, de repente, al intercambiar una carta, Lina ha cambiado «mudder» por «murder» («asesinato) y luego «murderer» («asesino»).
Al ver la palabra, Lina imagina los acantilados que Johnny y Beaky le dijeron que inspeccionarían en busca de una empresa inmobiliaria a la mañana siguiente y a su marido empujando a su confiado amigo, y se desmaya.
Si el espectador acepta las declaraciones de Johnnie en la escena final y decide que, a pesar de todos sus defectos, no es un asesino, la película se convierte en una advertencia sobre los peligros de la sospecha basada únicamente en pruebas supuestas, incompletas y circunstanciales. Sin embargo, dado su comportamiento hasta este punto, no está claro por qué las afirmaciones de Johnnie deben ser creídas fácilmente; en efecto, la película deja al espectador en un estado de suspense perpetuo sobre cuál es la verdad y qué podría suceder a continuación.

### Casting
Originalmente, la historia estaba pensada como una película de serie B protagonizada por George Sanders y Anne Shirley. Luego, cuando Alfred Hitchcock se involucró, el presupuesto aumentó y Laurence Olivier y Frances Dee iban a protagonizarla. Finalmente, se decidió contratar a Cary Grant y Joan Fontaine. Fontaine tuvo que ser prestada por David O. Selznick por una tarifa cara, porque había sido eliminada de la lista de contratos de RKO varios años antes. Grant y Fontaine habían trabajado juntos anteriormente en Gunga Din.

### Filmación
La película se rodó íntegramente en escenarios de sonido entre el 10 de febrero y el 24 de julio de 1941.

## Recepción

### Taquilla
Según Variety, la película ganó $ 1,8 millones en taquilla en 1942. Suspicion obtuvo una ganancia de $ 440.000.

### Recepción
Suspicion ha sido elogiada por la crítica, obteniendo una aprobación del 97% en Rotten Tomatoes y una calificación de 7,4 / 10 en IMDb.
En 2016, Los Angeles Times declaró que «muchos críticos consideraron Sospecha como un esfuerzo medio para el autor en auge», con el final como un punto de discordia, aunque el crítico de Los Angeles Times Philip K. Scheuer declaró en 1941 que el hecho de que final sea «abrupto» resulta en que sea «eficaz».

### Reconocimiento
Joan Fontaine fue galardonada en varias ocasiones por su interpretación, incluyendo el Premio Oscar a la Mejor Actriz.

#### Lista de premios y nominaciones
| Premio                              | Categoría                                    | Nominado/a                        | Resultado |
| ----------------------------------- | -------------------------------------------- | --------------------------------- | --------- |
| Premios Oscar                       | Mejor Película                               | Alfred Hitchcock (para RKO Radio) | Nominado  |
| Premios Oscar                       | Mejor Actriz                                 | Joan Fontaine                     | Ganadora  |
| Premios Oscar                       | Mejor Banda Sonora en una película dramática | Franz Waxman                      | Nominado  |
| Kinema Junpo Awards                 | Mejor película extranjera                    | Alfred Hitchcock                  | Ganador   |
| National Board of Review            | Mejor Actriz                                 | Joan Fontaine                     | Ganadora  |
| New York Film Critics Circle Awards | Mejor Actriz                                 | Joan Fontaine                     | Ganadora  |
| Photoplay Awards                    | Mejor interpretación del mes (diciembre)     | Cary Grant y Joan Fontaine        | Ganadores |